# Chad Broskey
Chad Broskey (Louisville (Kentucky), 3 juli 1987) is een Amerikaans acteur.
Broskey was in 2005 als Gavin in een aflevering van The Suite Life of Zack and Cody te zien. Hij speelde de populaire tiener Marco Vega in de Disney Channel Original Movie Read it and Weep (2006). Hij speelde hierin tegenover Kay Panabaker. In 2007 speelde hij Rod in de televisieserie Scrubs en Brian in de serie Wizards of Waverly Place. In 2008 Shane in de televisieserie Miss Guided. In 2009 vertolkte hij de rol van Justin Whitley in de direct-to-video langspeelfilm Legally Blondes het derde deel van de Legally Blonde-reeks.